# Drosophila taekjuni
Drosophila taekjuni är en tvåvingeart som beskrevs av Kim och Joo 2002. Drosophila taekjuni ingår i släktet Drosophila och familjen daggflugor.
Artens utbredningsområde är Sydkorea.